# グランドチャンピオン戦 (囲碁)
グランドチャンピオン戦（グランドチャンピオンせん）は、日本の囲碁の棋戦で、前年の棋戦優勝者によって行われる。日本棋院創立90周年記念事業の一環として、2014年に棋戦優勝者選手権戦として創設。優勝者には内閣総理大臣杯・賞、文部科学大臣楯・賞が贈られる。
第4回より棋戦名が棋戦優勝者選手権戦からグランドチャンピオン戦に改められ、内閣府と文部科学省が後援に加わった。
2019年の第6回を最後に開催されていないが、棋戦終了の公示はなされていない。
- 主催 日本棋院、関西棋院
- 後援 内閣府（第4回- ）、文部科学省（第4回- ）
- 協力 囲碁・将棋チャンネル
- 優勝賞金 200万円（第1回 - 第5回）、100万円（第6回）

## 方式

### 第1回 - 第3回
棋戦優勝者選手権戦として開催。
出場者は、下記のタイトル保持者（開催前年の12月31日時点）及びファン投票1名で、トーナメント戦で争う。所持しているタイトルの内訳や数によってシード権が与えられており、例えば2013年の全棋戦終了時点で六冠を保持していた井山裕太は翌年の第1回大会で1-2回戦はシードとなり準決勝から出場した。1回戦及び2回戦はネット対局で、決勝戦は日本棋院東京本院で公開で行われる。コミは6目半。持ち時間は無し、1手30秒の秒読みと1分の考慮時間10回。
- 対象タイトルは、前期優勝者（第2回- ）、棋聖・名人・本因坊・王座・天元・碁聖・十段、阿含桐山杯、新人王、NHK杯、竜星、大和証券杯（第1回のみ）、関西棋院第一位、囲碁マスターズカップ、グロービス杯（一力遼優勝時の第2回のみ）、王冠、若鯉戦、おかげ杯、中野杯U20選手権（第1回のみ）、ゆうちょ杯（第2回- ）、女流本因坊・女流名人・女流棋聖・会津中央病院杯（第2回- ）。
- ファン投票の対象となる棋士は、前述のタイトルホルダー以外で、日本棋院及び関西棋院に所属する全ての棋士。ハガキ投票かWeb投票のいずれかで一人1票。重複投票は無効となる[2]。選出棋士は、第1回佐田篤史[3]、第2回伊田篤史、第3回熊本秀生。

### 第4回 -
内閣府と文部科学省が後援に加わり、棋戦名をグランドチャンピオン戦として開催される。ファン投票枠は廃止され、下記のタイトル保持者と、タイトル保持者が重複している場合は前年の賞金ランキング上位者が出場する。第3回までと同様に、所持しているタイトルの内訳や数によってシード権が与えられる。1回戦及び2回戦はネット対局の場合もあるとされている。コミは6目半。持ち時間は無し、1手30秒の秒読みと1分の考慮時間10回。
- 対象タイトルは第3回までとおおむね同じである。前期優勝者、棋聖・名人・本因坊・王座・天元・碁聖・十段、阿含桐山杯、新人王、NHK杯、竜星、関西棋院第一位、囲碁マスターズカップ、王冠、若鯉戦、おかげ杯、ゆうちょ杯（第4回まで）、SGW杯中庸（第6回）、女流本因坊・女流名人・女流棋聖・会津中央病院杯・扇興杯（第4回- ）。

## 歴代優勝者と準優勝者
保有タイトルは前年の全棋戦終了時点。
| 回 (対象年) | 対局年 | 優勝                                                    | 準優勝                                                                     |
| ----------- | ------ | ------------------------------------------------------- | -------------------------------------------------------------------------- |
| 1 (2013年)  | 2014年 | 井山裕太 （棋聖、名人、本因坊 、天元 、王座 、碁聖）    | 山下敬吾 （竜星）                                                          |
| 2 (2014年)  | 2015年 | 井山裕太 （棋聖・名人・本因坊・碁聖・阿含桐山杯）       | 高尾紳路 （天元・十段）                                                    |
| 3 (2015年)  | 2016年 | 趙治勲 （囲碁マスターズカップ）                         | 許家元 （新人王・ゆうちょ杯）                                              |
| 4 (2016年)  | 2017年 | 一力遼 （竜星・広島アルミ杯・おかげ杯）                 | 山下敬吾 （賞金ランキングによる出場）                                      |
| 5 (2017年)  | 2018年 | 井山裕太 （棋聖、名人、本因坊、天元、王座、碁聖、十段） | 河野臨 （賞金ランキングによる出場）                                        |
| 6 (2018年)  | 2019年 | 芝野虎丸 （賞金ランキングによる出場）                   | 井山裕太 （グランドチャンピオン・棋聖・本因坊・王座・天元・十段・NHK杯）） |